# Camillo Guerra (pittore)

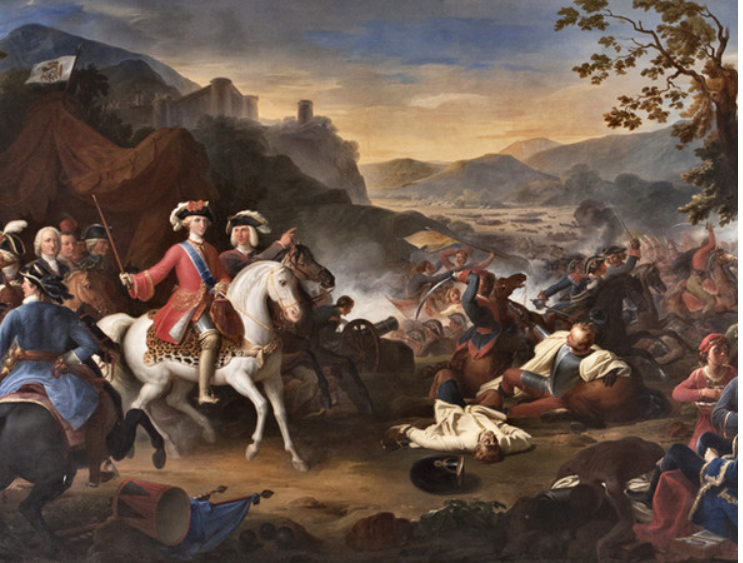
Carlo III alla battaglia di Velletri

Camillo Guerra (Napoli, 21 maggio 1797 – Napoli, 10 marzo 1874) è stato un pittore, disegnatore e restauratore italiano.

## Biografia
Figlio di Pasquale Guerra, capocantiere degli scavi di Pompei e proveniente da una famiglia d’artisti, appena dodicenne iniziò lo studio del disegno presso la Reale Scuola delle Arti e del Disegno di Napoli. Ebbe come maestro Costanzo Angelini, uno dei massimi esponenti della stagione neoclassica napoletana. Una volta vinto il concorso per il Pensionato a Roma nel 1822, si trasferì nel 1823 a Palazzo Farnese ed entrò in contatto con gli artisti neoclassici Pietro Benvenuti e Vincenzo Camuccini, dai quali rimase fortemente influenzato, indirizzandolo verso la pittura dei soggetti storici e mitologici.
La sua carriera artistica fu principalmente legata alla famiglia reale dei Borbone, dai quali riceveva incarichi su commissione: già nel 1826 aveva realizzato delle sovrapporte a monocromo per la Reggia di Caserta, con soggetti ispirati all'antica Grecia; nello stesso anno vinse la medaglia d'oro all'Esposizione Borbonica, dove aveva esposto opere a soggetto storico.
Nel 1827 fu nominato professore onorario del Regio Istituto d'arte e nel 1833 divenne socio corrispondente della Reale Accademia di Napoli. Nel 1834 fu bandito il concorso per la cattedra di pittura dell'Accademia. Nominato professore, Guerra intraprese cambiamenti significativi nell'insegnamento delle discipline pittoriche: promosse la ripresa della pittura a fresco e adottò la pratica della copia dal vero. Negli anni rivestì incarichi di sovrintendenza ai restauri di opere d'arte del Museo Borbonico. Ebbe molti allievi, tra cui Angelo Maria Mazzia.
Nel 1836 sposò Nicolina Ametrano e dalla loro unione nacquero otto figli, tra cui Alfonso che divenne un noto architetto.
Alla Galleria dell'Accademia di Napoli si conservano tre opere di Camillo Guerraː Testa di vecchio, copia da Rembrandt, olio su tela, 41x54,5 cm, saggio di scuola; Nudo, 1820, olio su tela, 44x58 cm, studio di scuola; Testa di Cristo, 1831, olio su tela, 43x54,5 cm, studio per il dipinto Morte di San Giuseppe.

### Altre opere
Formatosi negli ambienti napoletani e romani di ascendenza neoclassica, Camillo Guerra produsse opere a soggetto storico, mitologico e sacro, la maggior parte delle quali si trovano nelle residenze borboniche: Palazzo Reale di Napoli, Reggia di Caserta e Museo di Capodimonte.
Nel 1850 realizza il grande dipinto Carlo III alla battaglia di Velletri, che si trova alla Reggia di Caserta, nella Sala di Alessandro, eseguito in competizione con il Abdicazione di Carlo in favore di Ferdinando di Gennaro Maldarelli, entrambi da collegarsi al programma di celebrazione dinastica promosso da Ferdinando II di Borbone.
Nel 1860 fu incaricato di eseguire i ritratti dei sovrani Francesco di Borbone e Maria Sofia di Baviera che rappresentano due dei rari esempi dell'attività ritrattistica di Camillo Guerra, lasciati però incompiuti a causa della morte di Ferdinando II e dai successivi eventi storici.
Guerra fu autore anche di opere ad affresco, tra cui alcune scene del Paradiso, risalenti al 1845 e che si trovano nella Chiesa dei Gerolamini a Napoli, gli affreschi della cappella San Michele a Castello di Gaeta e quelli della Cattedrale di Aversa.